# Retiro granadensis
Espèce
Synonymes
- Amaurobius granadensis Keyserling, 1878

Retiro granadensis est une espèce d'araignées aranéomorphes de la famille des Macrobunidae.

## Distribution
Cette espèce est endémique du département de Cundinamarca en Colombie,. Elle se rencontre vers Bogota.

## Description
La femelle holotype mesure 7,7 mm.

## Systématique et taxinomie
Cette espèce a été décrite sous le protonyme Amaurobius granadensis par Keyserling en 1878. Elle est placée dans le genre Retiro par Lehtinen en 1967.

## Étymologie
Son nom d'espèce, composé de granad[a] et du suffixe latin -ensis, « qui vit dans, qui habite », lui a été donné en référence au lieu de sa découverte, la Nouvelle-Grenade.

## Publication originale
- Keyserling, 1878 : « Spinnen aus Uruguay und einigen anderen Gegenden Amerikas. » Verhandlungen der Kaiserlich-Königlichen Zoologisch-Botanischen Gesellschaft in Wien, vol. 27, p. 571-624 (texte intégral).